# Jennifer Granholm
Jennifer Mulhern Granholm (Vancouver, 5 febbraio 1959) è una politica statunitense di origine canadese, Segretaria dell'Energia degli Stati Uniti d'America sotto l'amministrazione Biden dal 2021 al 2025 ed in precedenza governatrice del Michigan dal 2003 al 2011.
Ha ricoperto l'incarico di procuratrice generale del Michigan dal 1999 al 2003. Nel gennaio 2017 era stata assunta come commentatrice politica per la CNN.

## Biografia
È nata a Vancouver, nella Columbia britannica, in Canada, da Shirley Alfreda Dowden e Victor Ivar Granholm, entrambi funzionari di banca. I nonni materni di Granholm venivano dall'Irlanda e da Terranova, la nonna paterna era emigrante dalla Norvegia e il nonno paterno dalla Svezia. La famiglia si trasferisce in California quando lei ha 4 anni.
Cresce ad Anaheim, San Jose e San Carlos, studia alla San Carlos High School nel 1977 e vince il concorso di bellezza Miss San Carlos.  Tenta la strada della recitazione a Hollywood ma non ha successo e abbandona i suoi sforzi all'età di 21 anni. Nel 1978 è apparsa su The Dating Game  e ha svolto lavori come guida turistica agli Universal Studios e al servizio clienti del Los Angeles Times. È stata anche la prima guida turistica femminile a Marine World Africa USA a Redwood City, a bordo di barche con 25 turisti.
Nel 1980, all'età di 21 anni, diventa cittadina statunitense,  lavora per la campagna di John B. Anderson per la presidenza degli Stati Uniti come indipendente, si iscrive poi all'Università della California, Berkeley, laureandosi nel 1984 in scienze politiche e francese.  Trascorre un anno in Francia, aiutando a contrabbandare vestiti e forniture mediche agli ebrei nell'Unione Sovietica, è anche coinvolta nel Movimento contro l'apartheid. Nel 1987 prende un'altra laurea, in giurisprudenza e con lode, all'Università di Harvard dove lavora come redattore capo della Harvard Civil Rights-Civil Liberties Law Review. In seguito, dopo aver fatto domanda al giudice Damon Keith della Corte d'appello degli Stati Uniti, diventa procuratrice per il distretto orientale del Michigan nel 1991 e nel 1995 è nominata consigliere della contea di Wayne.
Nel 1988 Granholm corre per l'incarico di procuratore generale del Michigan, sconfiggendo il repubblicano John Smietanka con il 52% dei voti contro il 48% e succedendo così al democratico Frank J. Kelley. Svolge l'incarico sino al 2002 quando si candida per la carica di Governatore (tenuta dal repubblicano John Engler) sconfiggendo il braccio destro di Engler, Dick Posthumus, con il 51% contro il 47% dei voti. E diventando la prima governatrice donna del Michigan. È rieletta per un secondo mandato contro l'uomo d'affari repubblicano Dick DeVos con un ampio margine. In veste di governatore, Granholm ha avuto elogi per la sua attenzione per le energie rinnovabili e per aver guidato l'industria automobilistica statale attraverso la crisi del 2008-2010.
Con l'elezione di Barack Obama alla presidenza, Granholm fa parte del suo team di consulenti economici. Il 13 maggio 2009 la Associated Press scrive che il presidente Obama stava prendendo in considerazione, tra gli altri, la Granholm, per la possibile nomina alla Corte Suprema degli Stati Uniti.  Alla fine Obama ha scelto Sonia Sotomayor.
Dopo aver lasciato l'incarico pubblico, poiché la legge del Michigan non permetteva una sua nuova candidatura, Granholm ha insegnato diritto presso l'UC Berkeley e, con suo marito Daniel Mulhern, ha scritto A Governor's Story. La lotta per l'occupazione e il futuro dell'America, pubblicato nel settembre 2011. Successivamente è stata ospite di The War Room con Jennifer Granholm su Current TV.
Nel 2012 ha sostenuto la campagna di rielezione di Barack Obama e nel 2016 la campagna elettorale di Hillary Clinton.
Politicamente centrista, Jennifer Granholm si è unita a una lobby pro-Israele formata da figure del partito democratico nel 2019.
Il 17 dicembre 2020 è stata nominata dal presidente eletto Joe Biden come segretario dell'energia all'interno della sua nuova amministrazione.

## Vita privata
Durante gli anni a Harvard, ha conosciuto uno studente di legge nativo del Michigan, Daniel Mulhern, laureato in seguito in teologia all'Università Yale. Si sono sposati nel 1986 e hanno tre figli.